# Armida (opera, Haydn)
Az Armida Joseph Haydn 1784. február 26-án Eszterházán bemutatott háromfelvonásos operája.

## Az opera története
Az Armida volt Haydn utolsó Eszterházán bemutatott operája. Igen meleg fogadtatásban részesült, Eszterházán és Kismartonban összesen ötvennégy alkalommal került színre. 1786. november 3-án ezt a darabot is bemutatta Pozsonyban az Endrődy család operatársulata. A librettót ez alkalommal is Franz Xaver Girzick fordította németre. Nyilvános előadások keretein belül a társulat előadta a darabot Bécsben és Pesten is. 1805-ben az eredeti olasz szöveggel, kétfelvonásossá összevonva Torinóban is bemutatták. Ez volt a szerző első, egész estét betöltő opera seriája, ezt megelőzően vagy opera buffákat, vagy tragikus és komikus elemeket is magába foglaló zenés színpadi műveket komponált. Az áriák sokkal hosszabbak, patetikusabbak és díszítettebbek, mint a korábbi Haydn-operák esetében. A második felvonás második képe egy hosszabb, közel félórás összefüggő zenei részlet recitativo nélkül, ez sok tekintetben egyedülálló jelenség a korszakban.

## Az opera szereplői
| Szereplő                           | Hangfekvés   |
| ---------------------------------- | ------------ |
| Armida, Idreni király unokahúga    | mezzoszoprán |
| Rinaldo, kereszteslovag            | tenor        |
| Zelmira, az egyiptomi király lánya | szoprán      |
| Idreno, Egyiptom királya           | bariton      |
| Ubaldo, frank lovag                | tenor        |
| Clotarco, frank lovag              | tenor        |

## Az opera cselekménye

### I. felvonás
A szaracénok meg akarják akadályozni, hogy a keresztes seregek visszafoglalják Jeruzsálemet. Armidához fordulnak segítségért: arra kérik, hogy varázserejével zavarja meg a keresztesek legnagyobb tekintélyű lovagját, Rinaldót. Ez meg is történik. Ennek Rinaldo nincs tudatában, de egy alkalommal a keresztes lovagok ellen vezeti csapatait. Idrano ennek örömében nyilvánosan neki ígéri Armida kezét és királyságát is, ha sikerül legyőzniük a keresztényeket. Bizalmasainak azonban elárulja, hogy ez csak csel, igazából esze ágában sincs megjutalmazni a lovagot.
Armida közben a vállalt feladat és érzelmei között őrlődik, ugyanis beleszeretett Rinaldóba. Isteneihez imádkozik, hogy segítsék meg a lovagot. Közben Ubaldo és Clotarco vezetésével a kereszteslovagok egy része Rinadlo keresésére indult. Tudomásukra jutott, hogy a lovagot Armida bűvölte meg, és az most a varázslónő várában tartózkodik. Külön-külön indulnak útnak. Armida Clotarco elé küldi Zelmirát, hogy veszejtse el a lovagot. A királylány azonban beleszeret a férfiba, és Armida várába vezeti. Közben Ubaldo is megérkezik a varázslónő rezidenciájára. Armida próbálja rávenni Rinaldót, hogy ne találkozzon a lovagokkal, de azoknak sikerül bejutniuk hozzá, és figyelmeztetik a kötelezettségére. A lovag azonban nem tud ellenállni Armida csáberejének, és szégyenkezve bár, de vele marad. 

### II. felvonás
Idreno meg akarja öletni Clotarcót és Ubaldót, tervébe beavatja lányát is. Zelmira szembeszegül apjával, és figyelmezteti, hogy mindent meg fog tenni, hogy megvédje a lovagokat. Kettőjük vitáját Clotarco szakítja félbe, és felszólítja a szultánt a békekötésre. A keresztesek az követelik, hogy Idreno jó szándéka jeléül bocsássa szabadon Rinaldót és az Armida fogságába került lovagokat. Idreno szerint azonban Rinaldo nem fogoly, hanem saját akaratából tartózkodik Armidánál. A lovagok ekkor újból emlékeztetik Rinaldót lovagi esküjére. Armida ismét beveti varázserejét, de ezúttal nem tudja visszahódítani a férfit, a lovag visszatér társaihoz, és a keresztesek táborában nagy örömujjongással fogadják. Armida követte szerelmét, és arra próbálja rávenni, hogy térjen hozzá vissza, de Rinaldo hajthatatlan.

### III. felvonás
Armida hatalmának a titka egy mirtuszbokor, ami egy hatalmas erdő közepén áll. Rinaldo ismeri a varázslónő titkát, megkeresi a bokrot, hogy tövestül tépje ki, de amint megragadja, bódító illatfelhő lepi el és mindenünnen elősereglő nimfák serege veszi körül, és táncukkal Armidához akarják visszacsalogatni. A mirtuszbokorból végül előlép maga a varázslónő is, de Rinaldót most már semmi sem tántoríthatja el. Armida sűrű köddel borítja be az erdőt, majd elmenekül. A köd feloszlása után a lovag kardjával széthasogatja a mirtuszbokrot, majd visszatér a táborba, ahol a keresztesek megteszik a végső előkészületeket a döntő rohamra. Ismét megjelenik Armida és rettenetes véget jósol a kereszteseknek, ha nem hagynak fel az ostrommal. De Rinaldo nem hallgat rá. A keresztesek seregek végül sikeresen beveszik Jeruzsálemet.

## Hangfelvételek
- Armida – Cecilia Bartoli, Rinaldo – Christoph Prégardien, Zelmira – Patricia Petibon, Idreno – Oliver Widmer, Ubaldo – Scot Weir, Clotaro – Markus Schäfer. Közreműködik: Concentus Musicus zenekar, vezényel: Nikolaus Harnoncourt. A felvétel helye és ideje: Bécs, Musikverein, 2000. (élő előadás). A kiadás éve: 2000 Teldec, 8573-81108-2, 2 CD DDD Stereo.
- Armida – Jessye Normann, Rinaldo – Claus Håkan Ahnsjö, Zelmira – Norma Burrowes, Idreno – Samuel Ramey, Ubaldo - Leggate, Clotarco – Anthony Rolfe Johnson. Közreműködik: Lausenne-i Kamarazenekar, vezényel: Doráti Antal. A felvétel helye és ideje: Epalinges (Svájc), Grande Salle, 1978. A kiadás éve: 1993. Philips, 432 438-2, 2 CD ADD Stereo